# Андрєея альпійська
Андрєея альпійська (Andreaea alpestris) — вид мохів порядку андрєеальних (Andreaeales).

## Поширення
Батьківщиною є Європа, Північна Америка, Азія.
Вид зустрічається на періодично вологих скелях або на літосолях (неглибокі ґрунти, що складаються з недосконало вивітрених фрагментів гірських порід), які майже постійно вологі влітку. Він також зустрічається біля снігових грядок і, ймовірно, пов’язаний з іншими сніголюбними видами.